# Suro
|  | Aquest article tracta sobre el material. Vegeu-ne altres significats a «Suro (arbre)». |

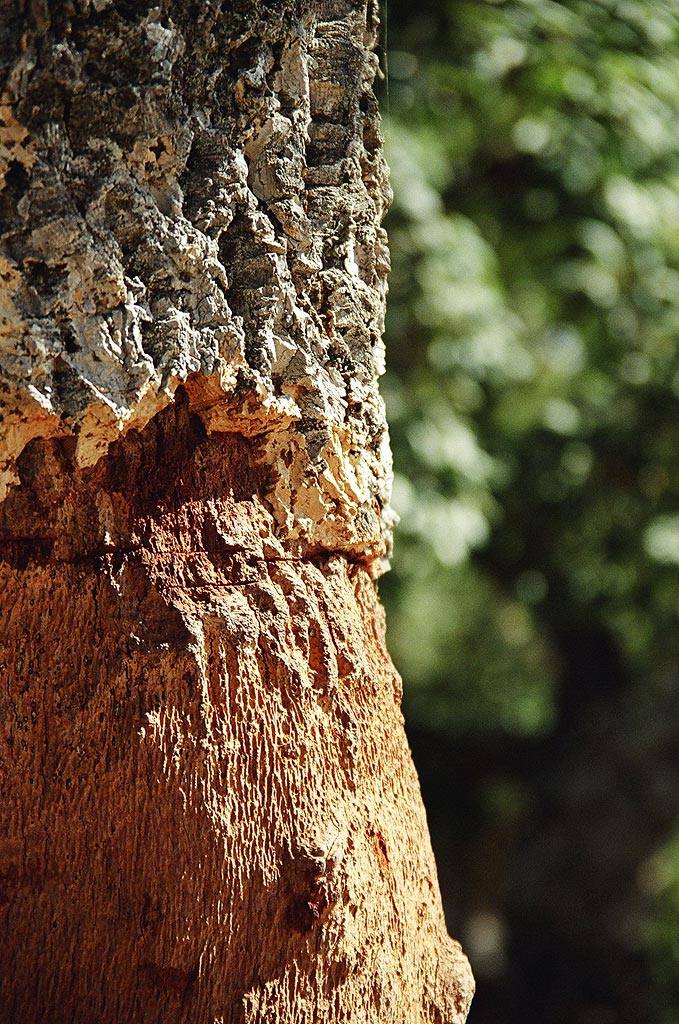
Detall del tronc pelat de la surera. L'escorça de l'arbre s'arranca per fer suro

El suro és la part més exterior de l'escorça d'alguns arbres constituïda per un teixit extraordinàriament lleuger (d'una densitat 0,240), porós i impermeable, que sempre protegeix els troncs, les branques i les arrels grosses. En la parla catalana s'anomena suro tant a l'escorça de l'alzina surera com al mateix arbre. Pot presentar-se en brut, com a material directe de l'extracció de l'escorça de l'arbre, o elaborat per a la seva utilització en diferents àrees.

## Característiques

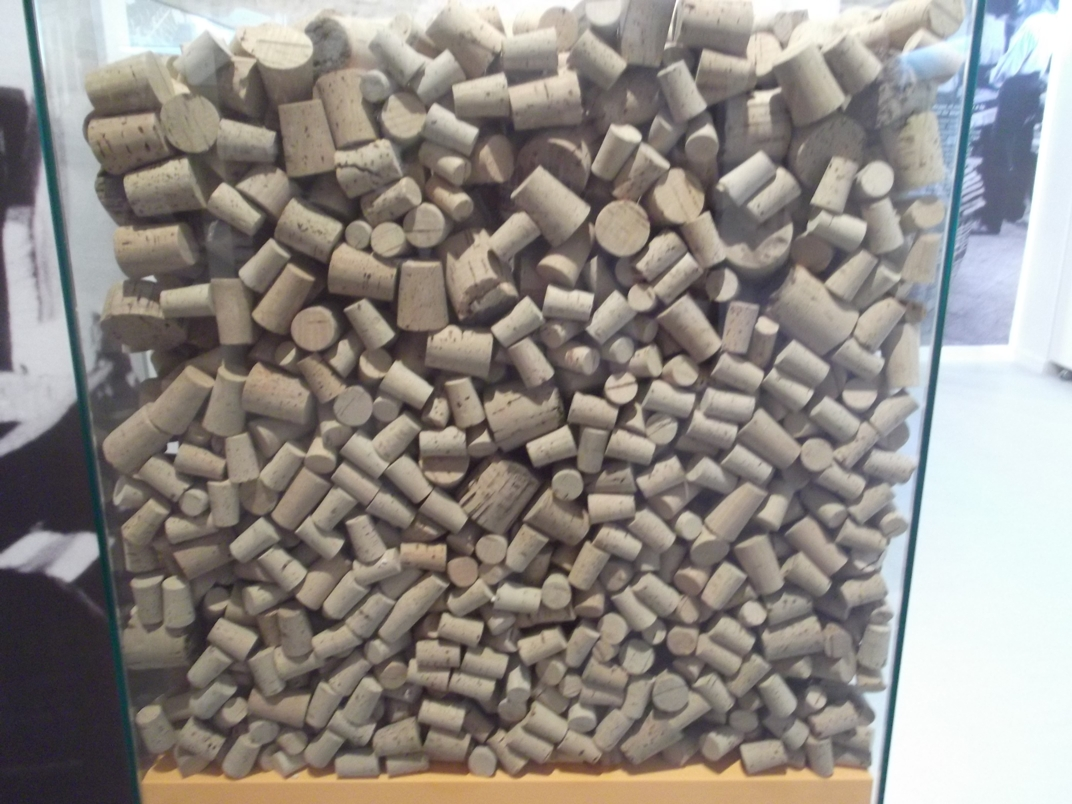
Taps de suro al Museu del Suro

El suro de més qualitat i comunament més emprat és el de l'alzina surera, que té la propietat de formar una nova capa molt fina i homogènia després d'haver estat pelada. L'extracció del suro de l'alzina surera és el que s'anomena "escorçada". Aquesta escorçada es fa sobretot durant el mes de juliol, que és el mes en què el suro pot ser separat de l'arbre sense danyar-lo. En aquesta època els anomenats surers extreuen l'escorça de l'alzina surera tallant amb una destral les vetes verticals del suro. Així es retiren el que s'anomena planxes de suro. En l'aprofitament del suro hom distingeix dues fases diferenciades: en la primera pela, el suro es pot extreure per la primera vegada quan l'arbre té aproximadament 25 anys i aquest primer suro és l'anomenat "pelegrí", suro de molt baixa qualitat i tan sols vàlid per a l'elaboració de conglomerats. Després d'aquesta primera, les peles posteriors es fan cada vegada que el seu gruix és d'uns 25 mil·límetres, cosa que té lloc entre 5 i 10 anys, segons la natura del sòl, la latitud i les condicions meteorològiques. Hom castiga el suro, és a dir que hom en talla l'escorça fins més amunt que la vegada anterior, i si ja està pelada tota la soca, continuar de pelar fins passat el forcat de les primeres branques. Després de la pela, el suro és apilat sota pressió, per tal d'aplanar-lo i es deixa assecar fins a perdre aigua (entre 15 i 20% del pes) i, posteriorment, és tractat en calent, amb aigua bullent o vapor, per tal de conferir-li una més gran elasticitat. Finalment, el suro és raspat mecànicament, per eliminar la capa superficial, dura i rugosa. La producció mundial de suro és d'unes 340.000 tones, de les quals Portugal produeix 52%, Espanya 32% i Itàlia 6%. Les principals comunitats sureres són Andalusia, Extremadura i Catalunya. Però, a més de ser una font d'ingressos important per al país, el sector del suro vol posicionar-se com a exemple d'economia circular
Les cèl·lules del suro són impregnades de suberina, la qual li confereix la impermeabilitat característica. En cada centímetre cúbic de suro hi ha entre 30 i 40 milions de cèl·lules mortes, de secció generalment hexagonal o pentagonal, més llargues que no amples. En un 90% són plenes de gasos amb una composició semblant a l'atmosfera. D'aquesta manera amb poquíssima quantitat de matèria seca es construeixen volums importants, molt resistents i elàstics.
El suro és un dels materials naturals més versàtils i té un gran potencial com a material aïllant en construcció i en l'àmbit de la decoració i el disseny. També s'han descobert aplicacions agroalimentàries com a additiu en pinsos i en sistemes de depuració d'aigües.El suro, ultra les moltes aplicacions que té en forma d'aglomerat, és molt emprat per a fer-ne taps, flotadors per als ormeigs de pesca, salvavides, plaques d'isolants tèrmics o acústics, entre d'altres.

## Parts

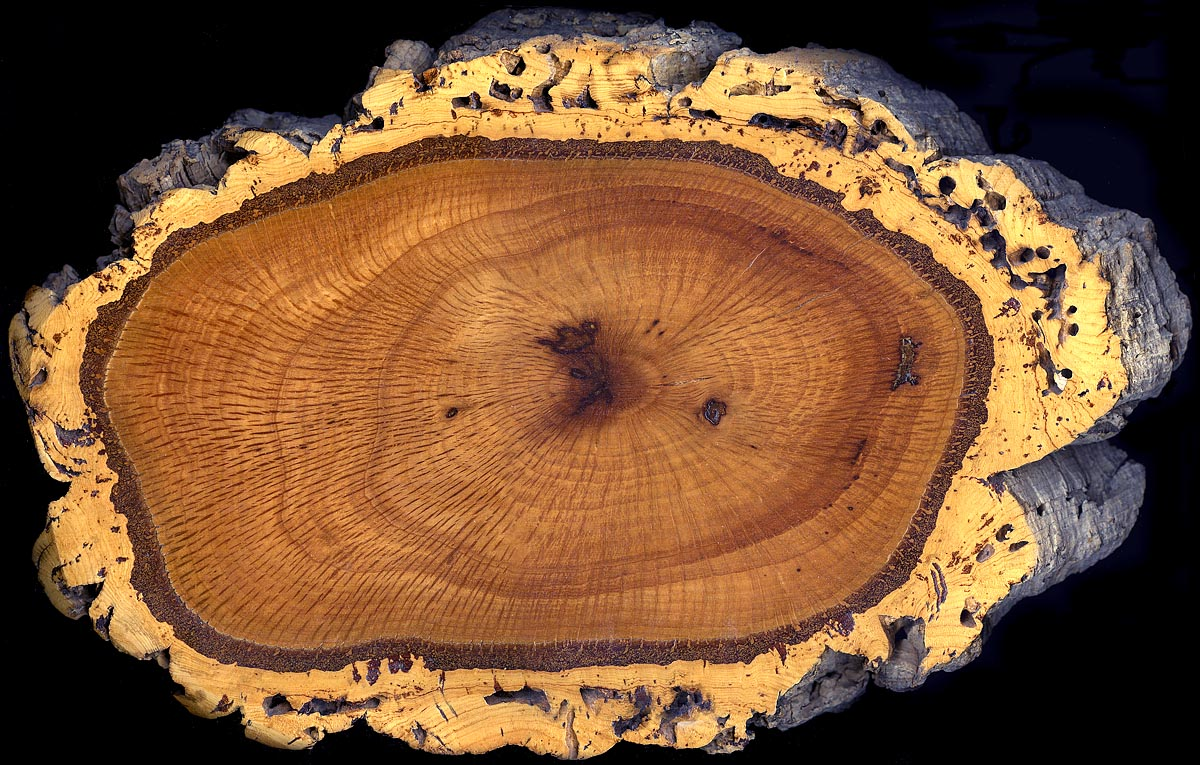
Tall transversal de tija d'alzina surera mostrant una capa de suro.

- Esquena o tosca: És la part del suro que, en contacte amb l'aire, s'asseca i adopta una consistència llenyosa.
- Ventre: És la part interior del suro que tocava l'escorpit, o escorça mare, quan el suro encara era a l'arbre.
- Canals lenticel·lars o porus: tenen per funció comunicar els teixits vius de l'arbre amb l'exterior per facilitar-ne l'oxigenació. Les lenticel·les són actives durant diversos anys i els canals lenticel·lars en són els seus rastres.
- Venes o línies: El creixement del suro coincideix amb les màximes de pluja del clima mediterrani. Les cèl·lules formades a la primavera (període de creixement ràpid) són altes i de parets primes, en canvi les de tardor són més baixes i de parets més gruixudes. L'alternança d'aquestes diferències estacionals delimiten les línies o venes que corresponen al creixement anual del suro.

## Transformació artesanal

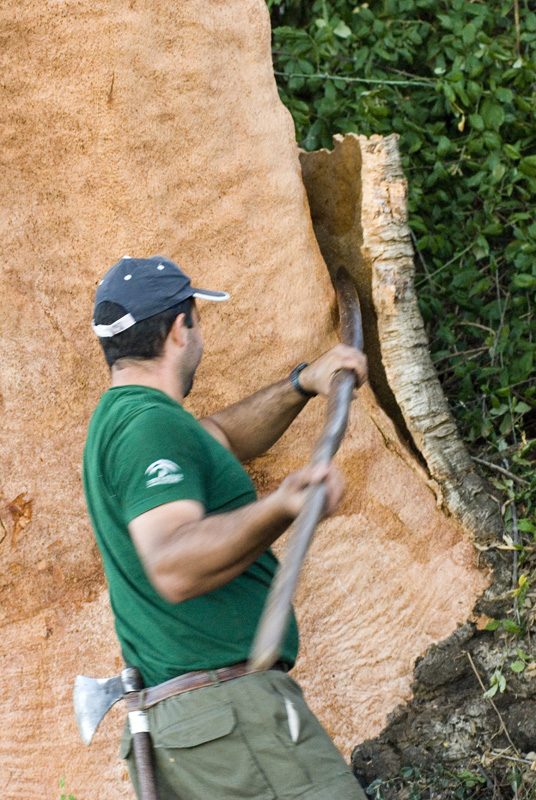
Esxtracció de suro a Aracena (Huelva)

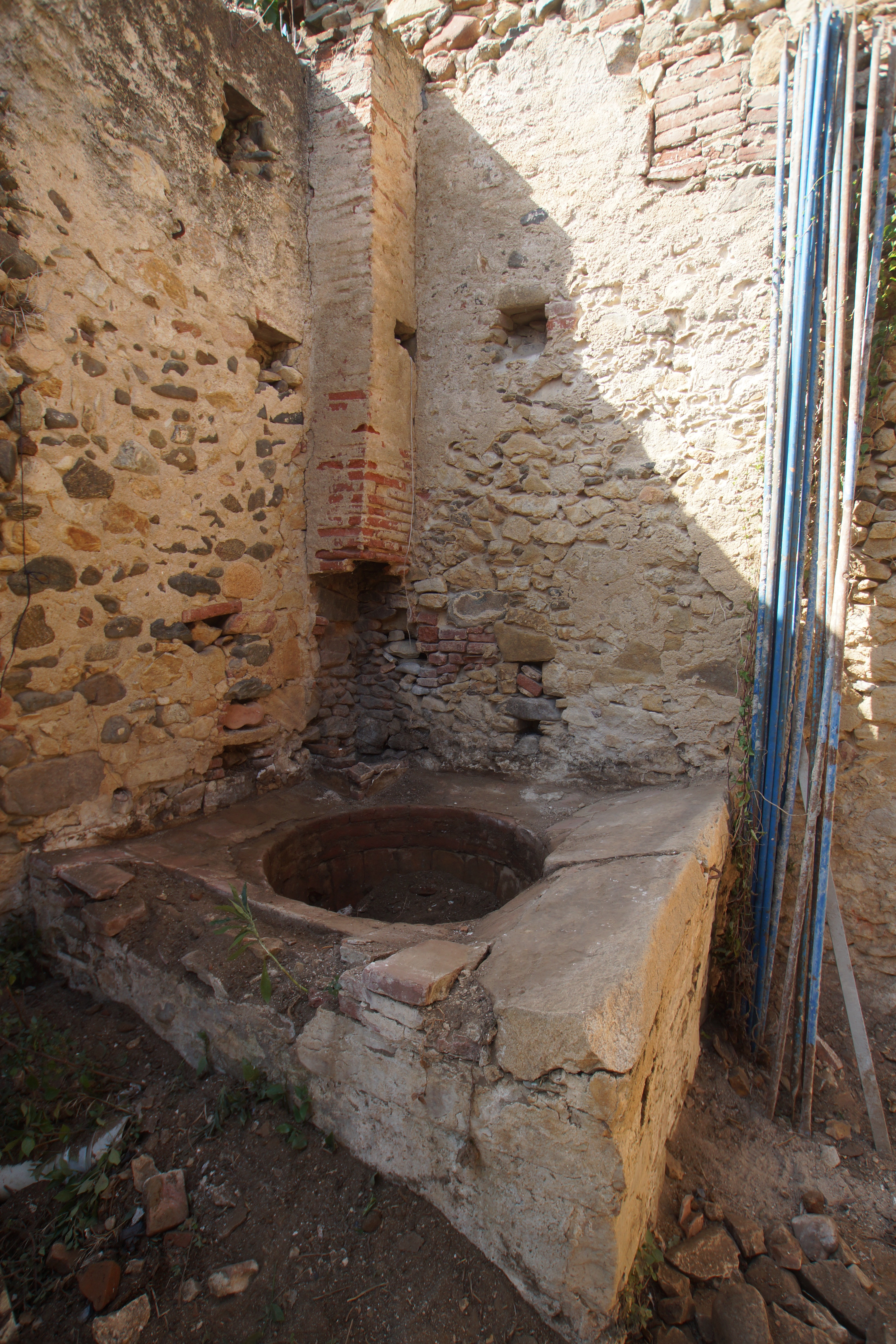
Ruïnes d'una perola a Calonge

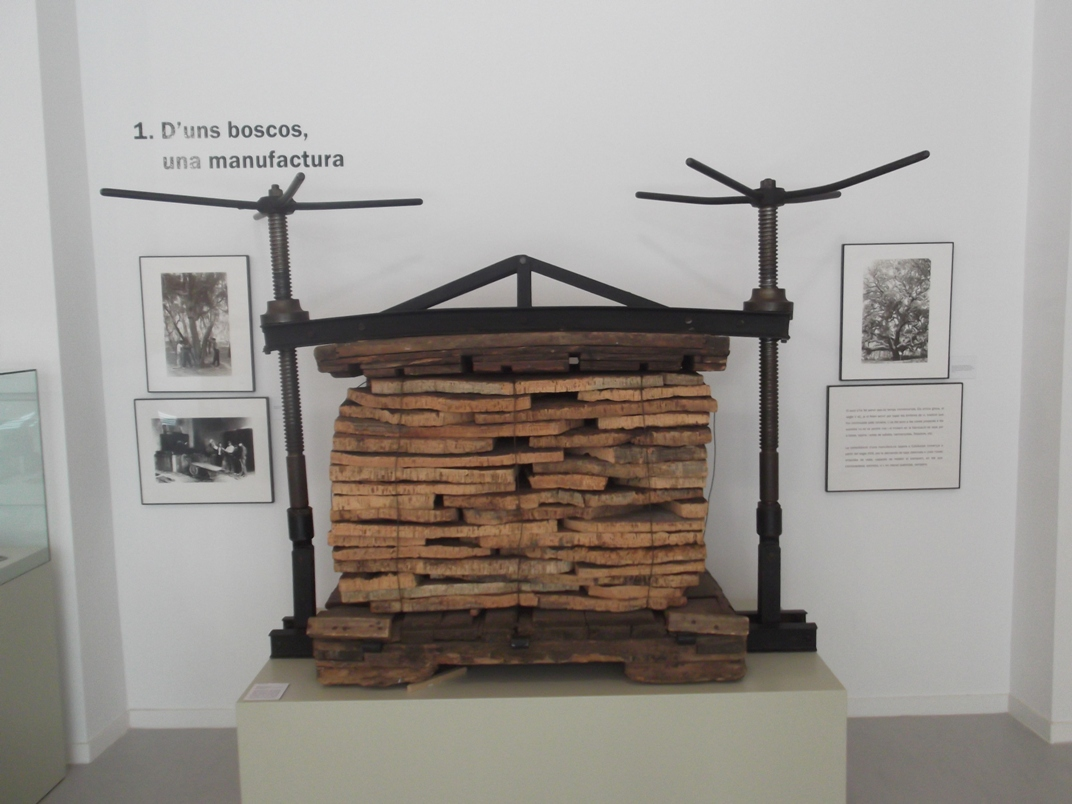
Premsa d'enfardar per inicialment premsar i empaquetar el suro provinent de les suredes

### Reposar
El suro, una vegada extret de l'arbre, i després d'una primera bullida per aplanar-lo, ha de reposar a l'aire lliure entre nou mesos i un any per adquirir les propietats necessàries per al tapament. Si no es fes així el tap podria malmenar el vi que ha de conservar.
El suro que no ha finalitzat el temps de repòs s'anomena suro verd.

### Classificar
El suro és un material natural i, per tant, de mesures i característiques irregulars. Abans de començar la fabricació és indispensable separar el rebuig (quasi el 40%) i classificar les pannes segons la qualitat (determinada pel nombre de porus), el gruix i, en alguns casos la seva olor, per destinar cada peça a la fabricació més idònia: suro bo i gruixut per a trefins (els antics taps de cava), suro prim per a plantilles i discs... També s'han d'eliminar les pannes infectades pel corc del suro.

### Bullir
Una vegada ha reposat, el suro es bull en una perola durant una hora, aproximadament. Així perd bona part dels tanins i substàncies minerals, augmenta el volum (al voltant d'un 30%) i es torna més elàstic i flexible i, per tant, més adequat per ser treballat amb eines tallants. Després de bullir, el suro ha de reposar entre una setmana i quinze dies en una sala fosca i humida, la cava, per adquirir el nivell d'humiditat adequat. Aquí es cobreix d'una capa de floridura que antigament era el senyal que el suro es podia començar a manufacturar.

### Raspar
Les pannes de suro s'havien de raspar amb una rascleta per treure'n la part llenyosa que dificultava el treball amb ganivetes. L'evolució de la maquinària va fer que aquest procediment esdevingués obsolet.

### Llescar
S'anomena llescar l'operació de convertir les pannes de suro en tires o llesques d'una amplada aproximada a l'allargada que haurà de tenir el tap. Les primeres màquines de llescar, mogudes a mà, es detecten a les comarques gironines en el darrer quart del segle xix. No fou, però, fins als volts del 1900 quan al taller guixolenc Castelló Hermanos es desenvolupà una màquina eficient per llescar.

### Carrar
L'objectiu de carrar era convertir les llesques en prismes rectangulars, d'una amplada aproximada a la que hauria de tenir el tap. De la figura del carrador en depenia el màxim aprofitament de la matèria primera, sempre cara. En l'època artesana, a la qualificació del seu treball li corresponia un bon nivell salarial, fet que li permetia esdevenir petit empresari, quan per tenir una fabriqueta calia només estalviar per comprar les ganivetes i una partida de suro.
La mecanització afavorí la implantació de la mà d'obra femenina en una operació que, fins aleshores havia estat reservada gairebé exclusivament als homes. Avui dia és un procediment extingit.

## Usos

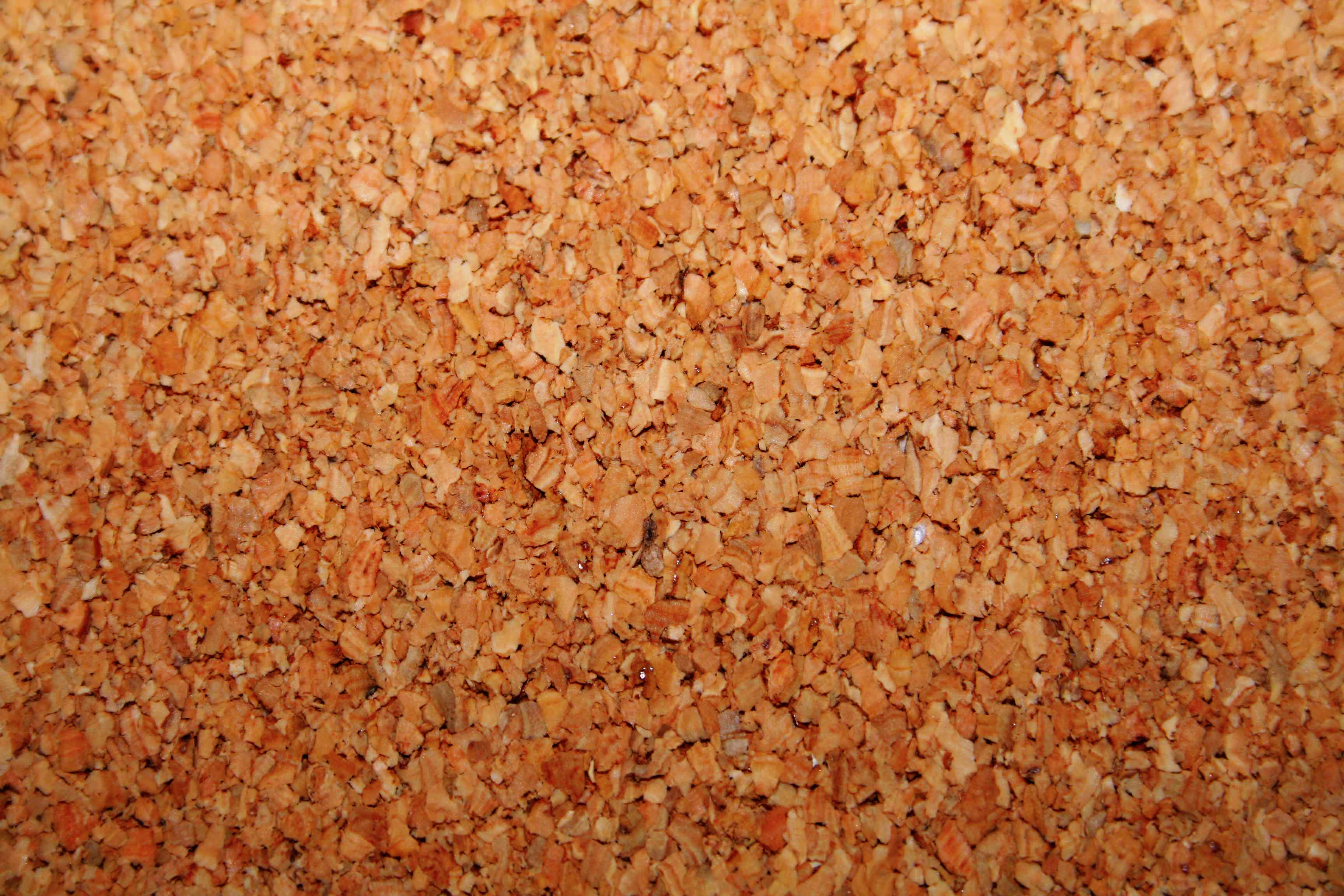
Paper de suro

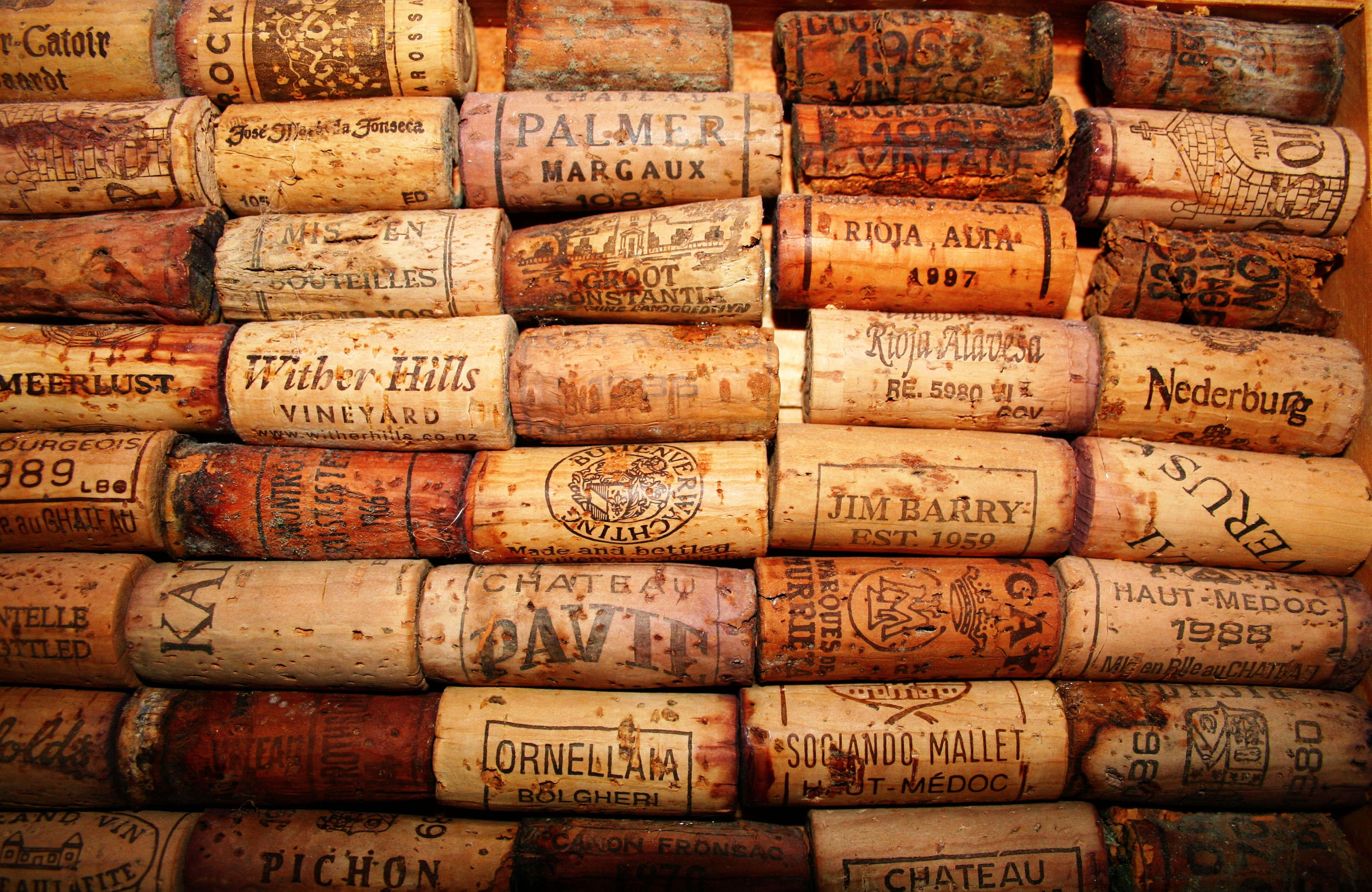
Taps de suro

Un dels usos més difosos del suro és com a tap per a recipients de vidre, especialment ampolles de vi, d'oli i de begudes espirituoses.
Una altra aplicació freqüent del suro és la producció de panells amb intenció acústica o decorativa, que de vegades es col·loquen sobre les parets, per fixar notes, avisos o altres objectes lleugers mitjançant xinxetes. Aquest tipus de panells es fabricaven originalment amb suro natural, i encara que actualment se'ls produeix també amb fibres plàstiques o de cel·lulosa o altres materials tèxtils, segueixen denominant-se a vegades com a «suros».
També s'usa com a component d'instruments de vent per evitar la sortida de vent a les claus i altres zones.

## Història de l'explotació del suro
indústria surotapera

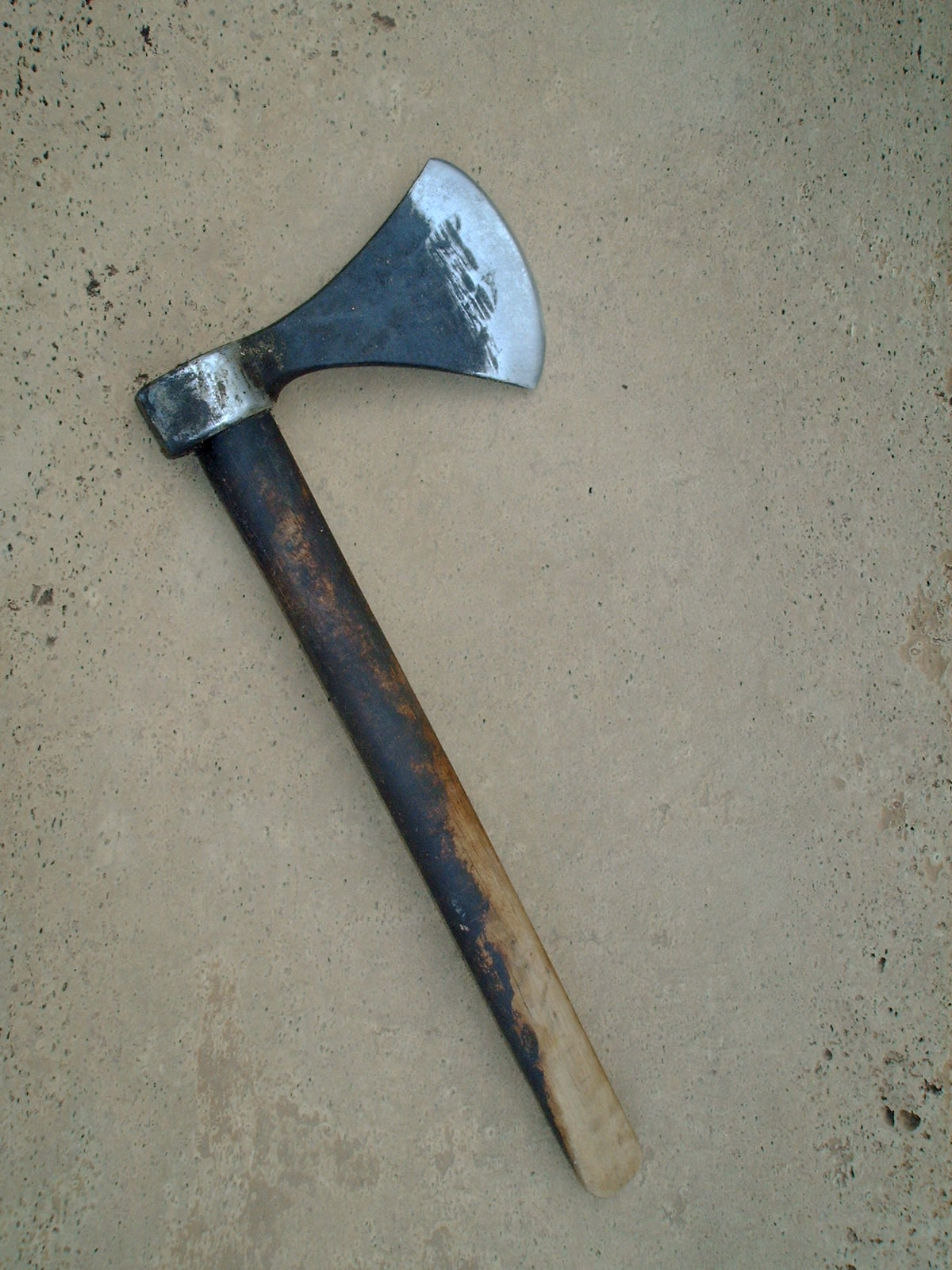
Destral per a llevar, ço és escorxar el suro de l'arbre (model sard)

Les alzines sureres s'exploten de l'antiguitat ençà. La partida de suro és dita llevada (Rosselló, Empordà, ap. BDC, xiii, 124). A mitjan segle xviii, però, amb l'aparició del tap de suro i la creixent demanda internacional del producte, aquesta espècie forestal comença a aprofitar-se de manera molt més intensiva. A Catalunya, i sobretot a les comarques gironines, es poden trobar àmplies extensions d'alzines sureres (Quercus suber). Concretament, aquesta espècie es troba al llarg de les serralades de les Alberes, Gavarres, Ardenya, Guilleries i Montseny.
L'operació de pelar el suro es realitza durant l'estiu i mobilitza les colles de peladors que hom localitza als espais amb predomini de suredes des de mitjan segle xviii. La feina consisteix a fer un tall circular amb la destral al tronc de l'arbre, esqueixar longitudinalment l'escorça i treure el suro amb l'ajut del mànec de la destral o d'un bastó. Els peladors eren «homes de bosc», gent que, a part de la pela del suro de l'estiu, passaven llargues temporades en els espais forestals explotant els diferents recursos que el bosc facilitava (llenya, resina o pinyes).
La demanda de taps de suro va ser creixent fins al principi del segle xx. A partir del 1900 van aparèixer altres possibilitats per al suro: els discs de suro, la llana de suro o l'aglomerat, però des de mitjan segle XX aquestes noves utilitats van ser abandonades i, actualment, parlar d'indústria surera és parlar d'indústria tapera. Malgrat que està demostrat que no hi ha cap altre material que pugui fer ombra al suro en la funció de tapar ampolles, la progressiva expansió dels taps de plàstic i de silicona fa que avui dia sigui difícil preveure un futur òptim per al suro.
Les dones tingueren un paper molt important en el desenvolupament de la indústria del suro. En el segle xix, fins que les màquines no són d'ús freqüent, la incidència femenina és menor, però la implantació de la maquinària representà un increment de la presència femenina a les fàbriques, cobrant un sou inferior al dels treballadors masculins. En les informacions que es tenen del primer terç del segle XX fins i tot hi ha una tendència dominant del nombre de dones respecte als homes. Aquestes dones treballadores feien de taperes i alhora es feien càrrec del treball domèstic.